# Amerykańska Agencja Antydopingowa
Amerykańska Agencja Antydopingowa (ang. The United States Anti-Doping Agency (USADA)) – pozarządowa agencja amerykańska odpowiedzialna za wdrożenie Światowego Kodeksu Antydopingowego w Stanach Zjednoczonych. Rozpoczęła działalność 1 października 2000 roku. 
Światowy Kodeks Antydopingowy zawiera listę środków medycznych i metod, które są zakazane w rozgrywkach sportowych. Został on opracowany przez Światową Agencję Antydopingową powołaną do życia przez Międzynarodowy Komitet Olimpijski w 1999 roku. Komitet ten nałożył na wszystkie dyscypliny olimpijskie obowiązek zaadaptowania kodeksu przed datą 13 sierpnia 2004.